# Jakub Kubata

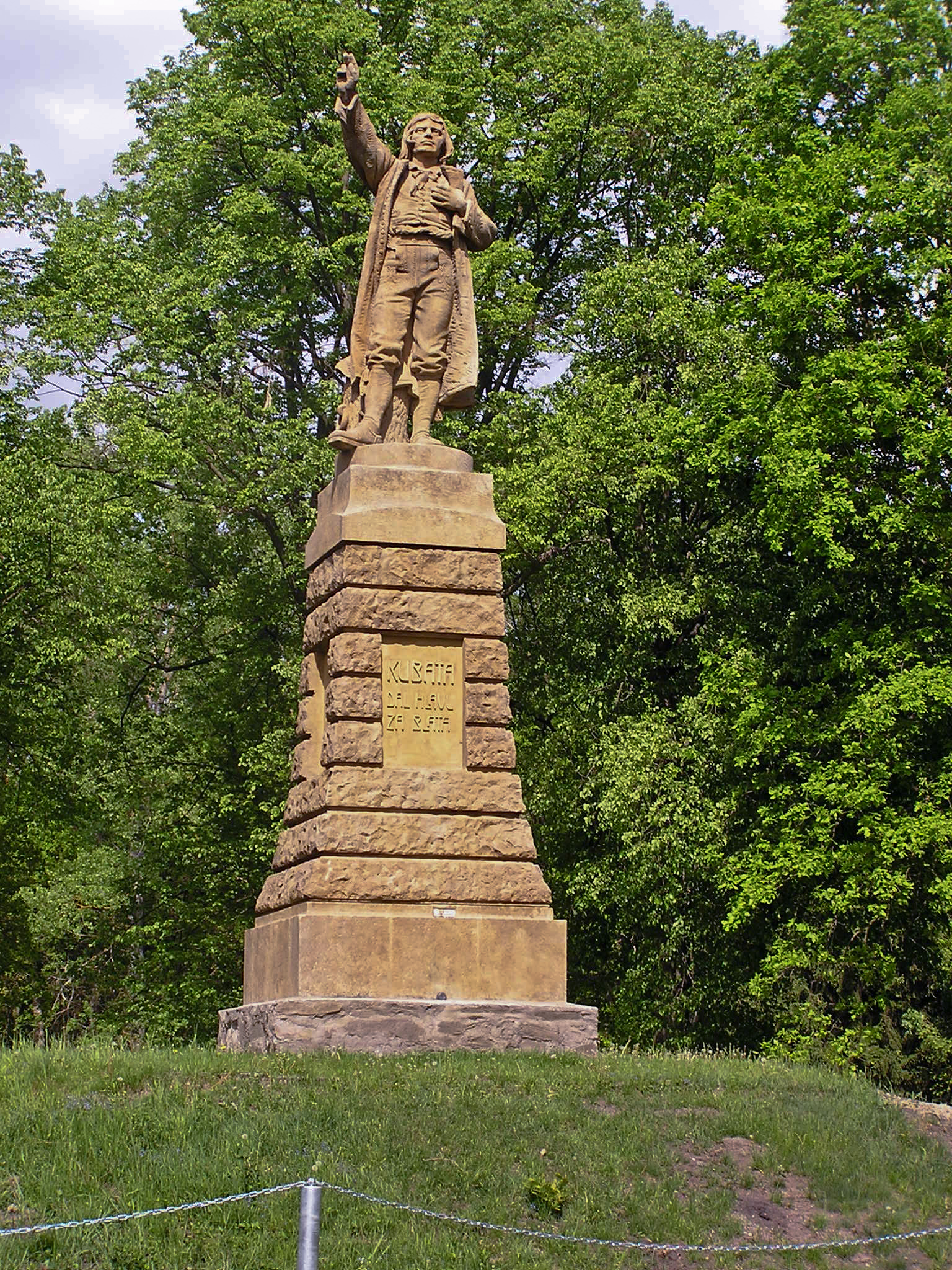
Kubatův pomník

Jakub Kubata (? Zbudov – 1581 Zbudov) byl sedlák ve Zbudově, popravený hrdina legendy o odporu sedláků vůči vrchnosti.

## Legenda a historie

### Původní verze pověsti
Podle verze Jana Karla Hraše (který ji označil za pověst) odpřisáhnul Kubata, že sporné pastviny na Zbudovských Blatech patří obci blatské. Nato byl vrchností obviněn z křivopřísežnictví a jako takový sťat. Před popravou měl zvolat: „Sousedé, Bůh mým svědkem, že přísaha má byla svatá, a on zajisté smyje mou nevinnou krev, která padne na mé nespravedlivé soudce!“ Po popravě se spustil liják, který Kubatovu krev spláchnul. Vrchnost se zalekla a od té doby připadla Blata čtrnácti vesnicím, které na nich pásly.

### Bádání Františka Miroslava Čapka
Jihočeský vlastenec a historik František Miroslav Čapek (1873–1946) vycházel z pověsti, kterou mu vyprávěla jeho babička a kterou převyprávěl pro tisk v roce 1875. Pověst později doplnil rozsáhlým archivním bádáním.
Podle pověsti vyvrcholil patnáctiletý spor Jakuba Kubaty s vrchností, když se stal majitelem panství Adam II. z Hradce. Kubata měl vést rebelii, při které odmítal, s odvoláním na stará práva, robotu. Adam II. z Hradce nechal svolat selský soud na louky mezi Zbudovem a Plástovicemi, kde se sedláci měli zříct práv a svobod. To měl Kubata jménem všech odmítnout se slovy: „Raději čestně zemřít, než denně rodnou půdu v krvi a ponížení skrápět.“ Jako vůdce vzpoury byl popraven.
František Miroslav Čapek se spolu s archivářem Františkem Tischerem z jindřichohradeckého archivu rozhodl reálný základ této pověsti prokázat. Probádal dobové dokumenty, kde prokázal existenci Jakuba Kubaty, syna Matěje Kubaty a jejich početného rodu. Též se mu podařilo doložit zámožnost rodu Kubatů, o kterém nalezl první zmínku z roku 1567. Dokladem o nákladech na popravu i o vyplacení sirotčích peněz pro Kubatova syna v roce 1581 ukázal, že poprava se uskutečnila s velkou pravděpodobností v dubnu toho roku. Z dubna 1581 pochází též list císaře Rudolfa II. Adamovi II. z Hradce, aby sedláky dále netrestal a ponechal jim jejich práva.
Čapkova bádání byla v době vzniku zpochybňována jinými historiky, kteří označovali výsledky jeho práce za falzum. Spor byl ukončen v Čapkův prospěch až v roce 1905.

### Vlastnictví Zbudovských Blat
Spor o vlastnictví Zbudovských Blat definitivně uzavřela až v roce 1875 zemská a ministeriální komise. Bylo konstatováno, že dotčené obce odvozují svá práva podle ústního podání od Jakuba Kubaty a popíraly vrchnosti vlastnická práva i práva pastvy. Rozhodnutí se opíralo o to, že král Vladislav věnoval roku 1509 Blata Petrovi z Rožmberka a jeho strýcům, a ten je dal do užívání poddaným, jejichž nástupci byly příslušné obce.

### Moderní bádání
Současní historici nezpochybňují spor mezi sedláky a vrchností, který vyvrcholil okolo roku 1581. Pokud ale jde o příčinu, spíše se přiklánějí k názoru, že sporným problémem byly sirotčí peníze, tj. fond ve prospěch osiřelých dětí, který spravovali místní blatští sedláci. Podle rozhodnutí Adama II. z Hradce měly být peníze odváděny vrchnosti. František Kavka uvádí, že Jakub Kubata nebyl rychtářem.

## Inspirace v umění

### Literární zpracování
- Jako první zpracoval v roce 1875 pověst o Kubatovi Jan Karel Hraše (1840–1907), knižně vyšlo v roce 1878 v jeho publikaci Národní pověsti a pohádky.[2]
- Kubatovi se věnoval v roce 1881 i Václav Beneš Třebízský v díle Z různých dob.[7]
- Zájem o pověst oživil v roce 1901 František Miroslav Čapek, nejprve časopiseckými články, v tom samém roce vydal vlastním nákladem knihu Rychtář Jakub Kubata dal svou hlavu za Blata; děj a vzpoura na Blatech ku konci 16. století. Jeho zásluhou byl vybudován Kubatův pomník. Řada cenných informací k postavení pomníku je uložena v Památníku národního písemnictví ve fondu František Miroslav Čapek. Při příležitosti postavení pomníku vydal "Spolek Kubatovský" tisk "Památce Kubatově".
- Karel Klostermann vložil vyprávění stařenky o Jakubu Kubatovi do románu Mlhy na Blatech z roku 1906.[8][9]
- Václav Sedláček (1871–1946) napsal divadelní hru Kubata dal hlavu za Blata (knižně 1927, vydal František Švejda, Praha); hru provozovala řada českých amatérských divadel[10]
- Nina Bonhardová v románu Selský mor též uvádí Jakuba Kubatu jako jednu z postav

### Výtvarné umění
- V roce 1904 byl asi 1,2 km východně od Zbudova postaven pomník Jakuba Kubaty, autorem byl Václav Suchomel z Tábora. Slavnosti, které se konala 21. srpna 1904 se zúčastnili i Karel Klostermann a Adolf Heyduk. O postavení pomníku se zasloužil „Spolek pro zbudování pomníku Kubatovi na Blatech“, který František Miroslav Čapek založil v roce 1901.[11]
- Jihočeský malíř Josef Jakší (1874–1908) vytvořil v roce 1905 obraz Kubatovy popravy

## Jiné připomínky
- Lokality v okolí Zbudova nesou místní pojmenování, která mají ke Kubatovi vztah (Soudný potok, Kubatova blata)
- Poslední dochovaný pozůstatek Zbudovských blat je chráněn jako přírodní rezervace Mokřiny u Vomáčků[12]
- Kubatův statek se nazývá objekt č. 1 ve Zbudově[13]
- Roku 1906 byla ve Zbudově otevřena obecná Kubatova škola, ozdobená ve štítě Kubatovým poprsím (č. p. 40), ve které bývalo blatské muzeum, knihovna a čítárna.[14] Budova již neslouží původnímu účelu.
- Kubatova ulice je v Praze, Českých Budějovicích a ve Veselí nad Lužnicí
- Kněz řádu křížovnického pater Jan Dvořák-Zbudovský roku 1904 sepsal píseň Smrt Jakuba Kubaty s podtitulem Selská dumka. Zpívána je na melodii lidové písně Hřbitove, hřbitove.